# Criptoespai
 Criptoespai  és la denominació per al ciberespai xifrat que garanteix l'anonimat de l'usuari mitjançant l'ocultació de l'adreça IP o de la informació. Exemples de criptoespais són les xarxes Freenet, I2P, VPN.

## Xifrat i anonimat
L'anonimat de la informació es garanteix mitjançant xifrats matemàtics algorítmics. Hi ha serveis de xarxes privades virtuals que oculten les adreces IP que identifiquen els usuaris i que ofereixen el xifrat tant l'usuari com de la informació.

## Defensors del criptoespai
L'objectiu màxim dels defensors del criptoespai és garantir que sigui impossible conèixer la veritable identitat d'un usuari o persona en el ciberespai. Garantit l'anonimat seria impossible imposar la censura ja sigui en compliment de qualsevol llei d'un govern o qualsevol altra restricció d'empreses, individus o grups d'usuaris.
Els cifernautas afirmen que conceptes com els drets d'autor no són exigibles dins el criptoespai. Hi ha dubtes sobre la possibilitat d'un anonimat complet per la necessitat d'accedir a recursos externs, que són objecte de control.

### Xarxes privades virtuals (VPN)
A favor dels cifernautas i la possibilitat real d'anonimat i xifrat hi ha la creixent utilització de tecnologies com les Xarxes privades virtuals (VPN), conegudes com a Proveïdor de serveis d'Internet (ISP) de segon nivell (enfront de les empreses proveïdores d'internet de primer nivell-empreses de telefonia-) que ofereixen privacitat i anonimat en el tràfic de la informació fent impossible la identificació de l'usuari

### Critiques al criptoespai
Els crítics de la criptoespai sostenen que aquesta "zona digital" ha de ser il·legal, ja que l'anonimat és alhora antisocial i serveix de protecció per a tot tipus d'actes il·legals.